# Magyar Rádió

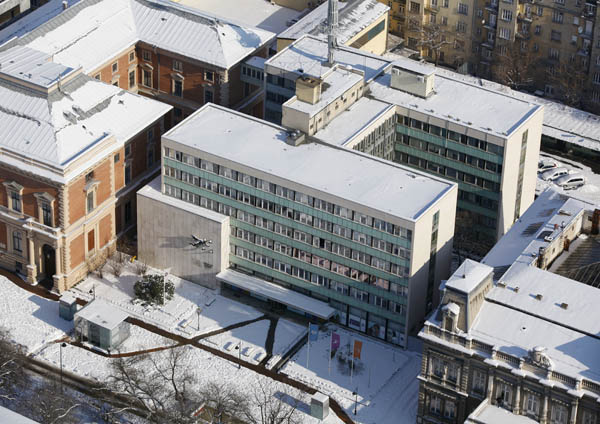
A Magyar Rádió hajdani székháza 2010-ben (Budapest, VIII. ker. Pollack Mihály tér

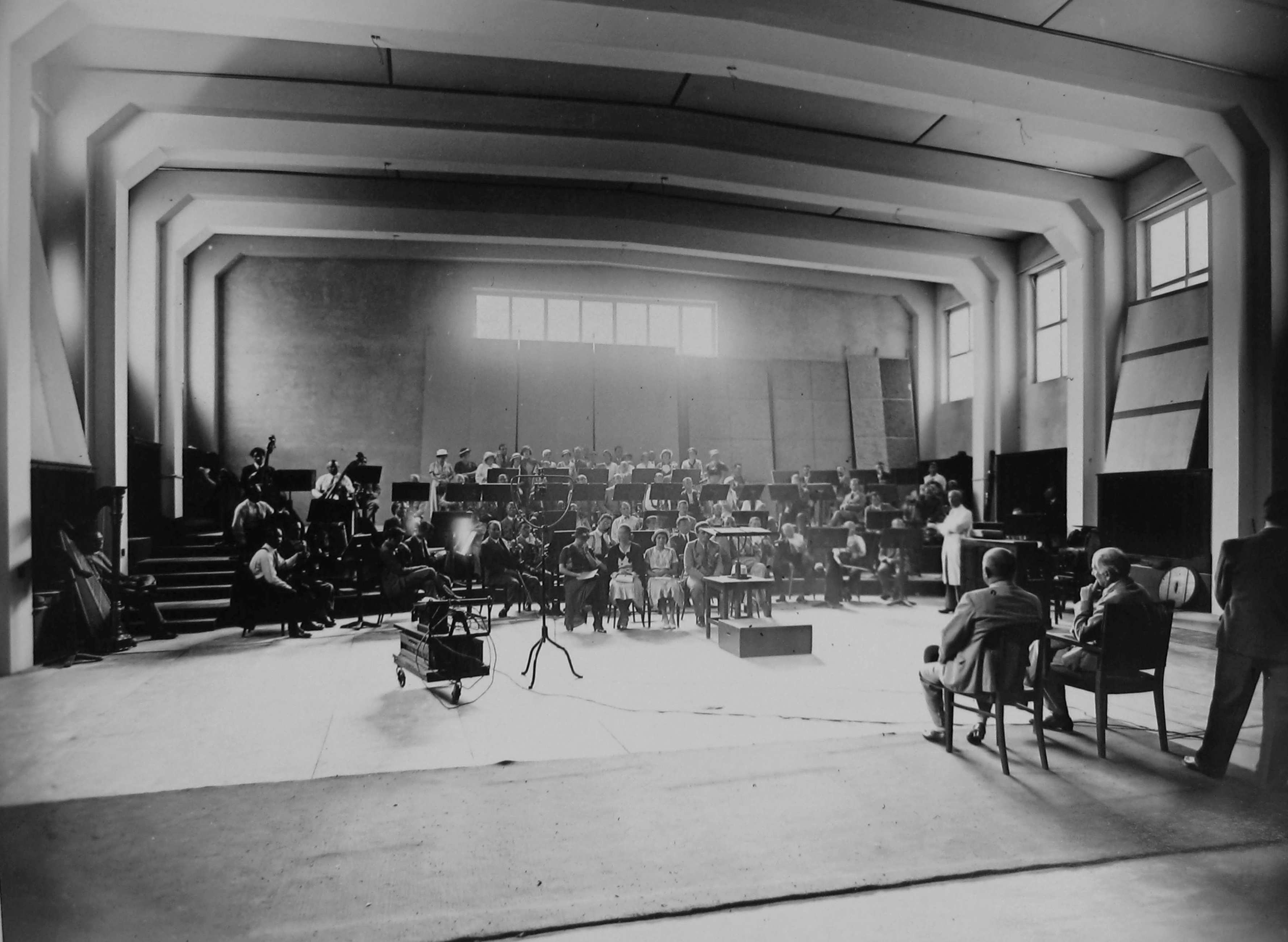
Békésy György és Dohnányi Ernő tesztelik az új 6-os stúdió akusztikáját 1935-ben

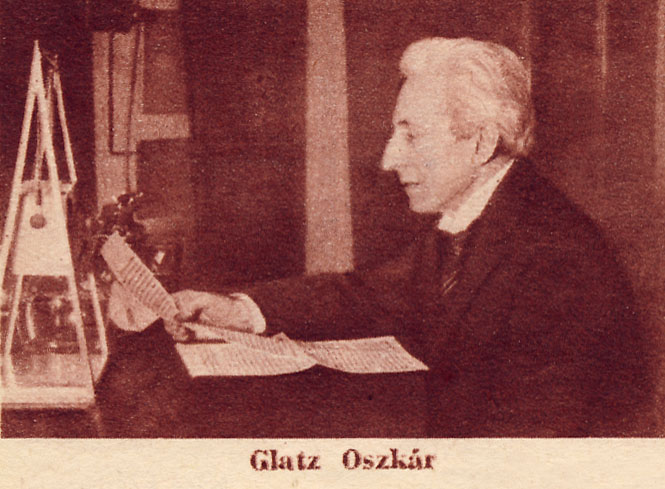
Glatz Oszkár előadást tart 1934-ben a rádióban

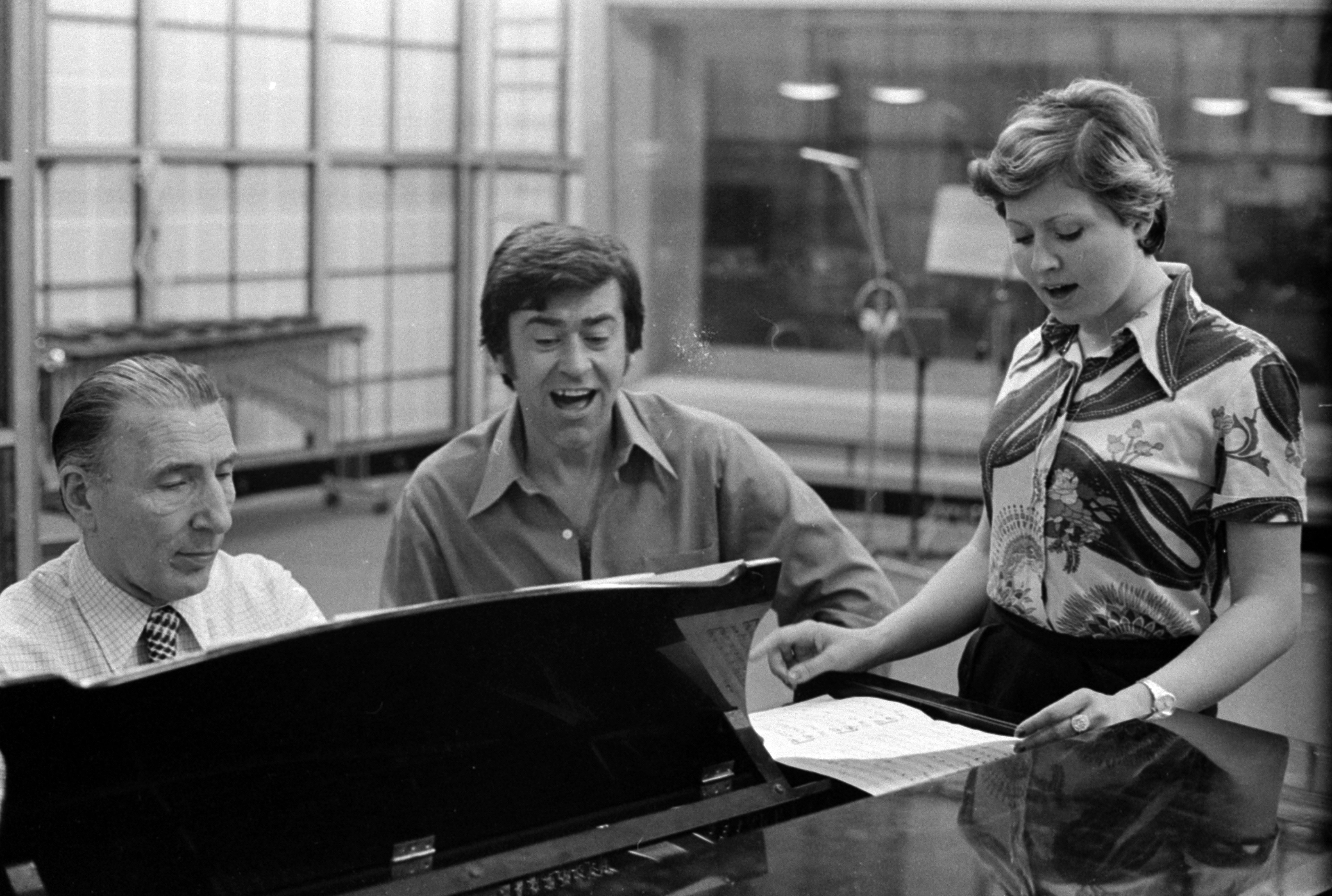
Bágya András, Koós János és Dékány Sarolta a szintén lebontott 8-as stúdióban 1975-ben

A Magyar Rádió (MR) 1925 és 2015 között Magyarországon működő magyar nemzeti közszolgálati rádiós intézmény volt.
Magánvállalkozásként a Magyar Telefonhírmondó és Rádió Rt. részeként kezdte meg működését, majd a második világháború után (a Magyar Központi Híradó Rt. részeként) államosították. 1950-től Magyar Rádióhivatal (MRH) néven, 1957-től a Magyar Rádió és Televízió (MRT) részeként működött, majd 1974-től már önálló szervezetként, Magyar Rádió néven.
A Magyar Rádió 2015. június 30-án mint önálló intézmény megszűnt. A második médiatörvény módosításával 2015. július 1-jén a közszolgálati média Duna Médiaszolgáltató Nonprofit Zrt. néven egyesült a Magyar Televízióval, a Duna Televízióval és a Magyar Távirati Irodával.
A rádió csatornáit a Rádiós Médiaszolgáltatási Igazgatóság üzemelteti tovább. Ezeket földfelszíni rádiókészülékkel vagy műholdon és interneten keresztül is lehet hallgatni a nap 24 órájában.
2014–2022 között a Magyar Televízió és a Duna Televízió új összevont telephelyére, a kaszásdűlői Kunigunda útja és a Bojtár utca sarkára költözött. A Palotanegyedben megüresedett épületeket a Magyar Katolikus Püspöki Konferencia kapta meg. A rádió hajdani stúdióépületeinek 2024 szeptemberében elindult lebontását követően a piliscsabai Pázmáneumból ideköltöznek a Pázmány Péter Katolikus Egyetem campusai.

## Története

### A kezdetektől a világháborúig

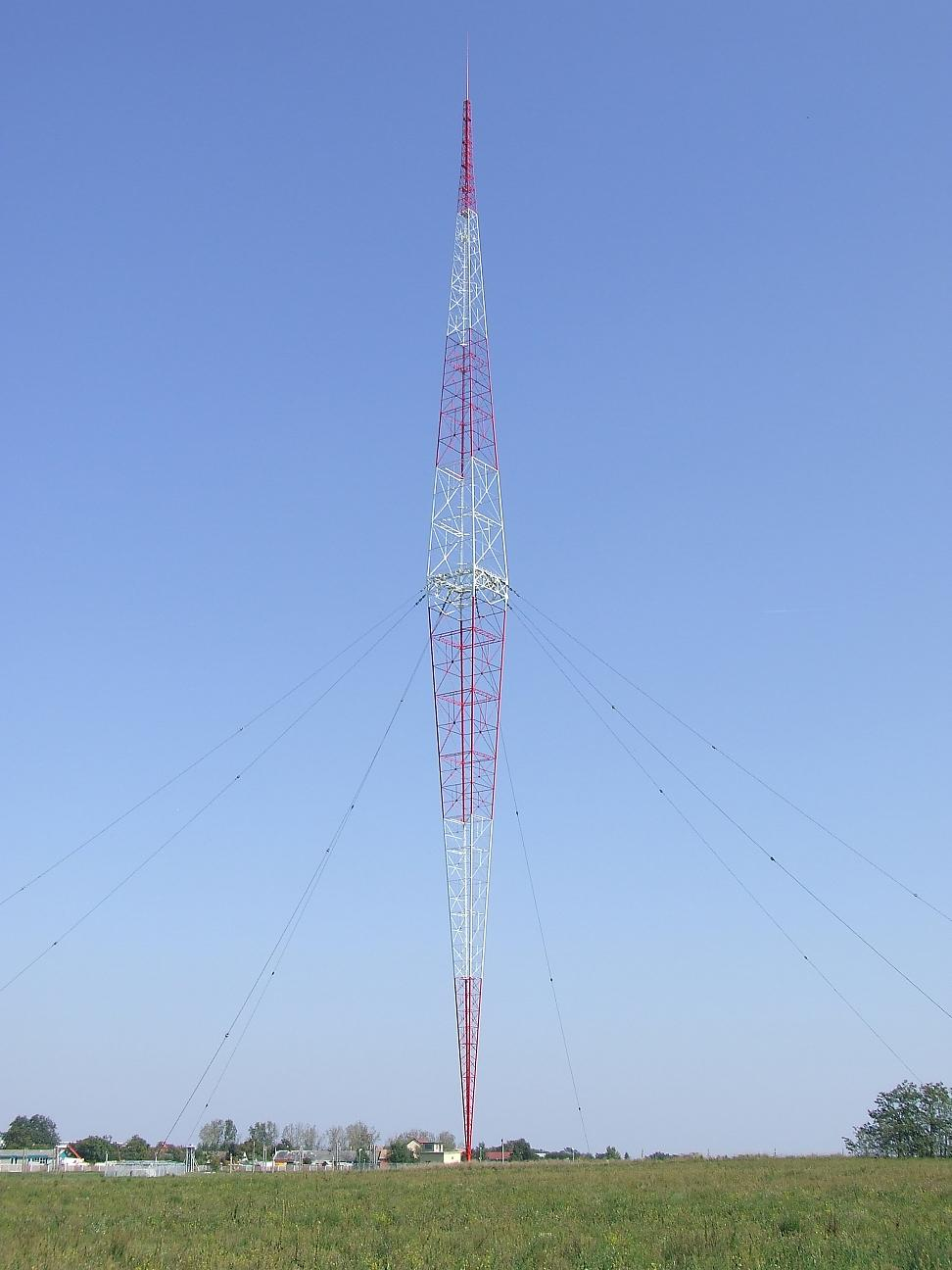
A lakihegyi adótorony 1933-ban épült

A Puskás Tivadar-féle telefonhírmondó 1893-ban szólalt meg először, s 1925 végéig működött önállóan, majd a rádióval közösen egészen 1943-ig. A háborút követően nem indították újra, maradt a rádió.
Magyarországon a rendszeres rádiós műsorsugárzás 1925. december 1-jén indult meg Budapesten. Kozma Miklós (a Rongyos Gárda tagja) tevékenysége alatt jött létre az első korszerű tömegmédium Magyarországon. Az intézmény akkor még a telefonhírmondóval egyesülten, Magyar Telefonhírmondó és Rádió Rt. (MTR) néven működött, s akkor a Magyar Távirati Irodát (MTI) is magában foglalta. Ezt az új helyiséget csak a „drót nélküli” testvér használta. Kezdetben egy 20 kW-os nagyadóval, két vastorony közé kifeszített, úgynevezett T-antennával működött a rádióállomás. Mivel szűkké vált a Rákóczi út két emelete, ezért a szerkesztőség 1928-ban a Nemzeti Múzeum mögötti Palotanegyedbe, az akkori Sándor utcába (ma Bródy Sándor utca) költözött, ahol Gerlóczy Gedeon tervei alapján egyúttal elkészült az első stúdiópalota. (Mellette 1928-ban a kisebb univerzális 1-es, 1935-ben pedig a legendás 6-os számú zenekari terem a Bródy Sándor utca felől, 1960-ban pedig a legnagyobb, 22-es számú zenekari terem a Szentkirályi utca felöli épületben.) Az Esterházy-palota mellett akkor még állt a nemzeti lovarda, amely a főváros 1944–1945 idején zajlott ostromakor dőlt romba. (Ennek helyén az 1952-ben épült bunkerstúdió áll, amit műsorkészítésre sosem használtak. 1969-ben adták át a hozzáépített új irodaházat az antennatoronnyal.)
1933-ban megépült a lakihegyi adótorony, amely Európában rekordnak számító 314 méteres magasságba emelkedett, december 2-án avatták fel ünnepélyesen az új, 120 kW-os „óriásadót”, amely a „Budapest I.” műsorát sugározta.
1932-től egy másik adót is üzembe helyeztek, amely 3 kW-tal sugározta „Budapest II.” néven a rádió új műsorát, majd hamarosan egy 20 kW-os adó váltotta fel. A második világháború végén ezt leszerelték és egy távoli tanyán elrejtették, így 1945 nyarán ez lett Magyarország főadója.
1930-ban hangzott el az első élő meccsközvetítés: a Magyarország–Olaszország labdarúgó-mérkőzést Pluhár István közvetítette.

### Néprádiók

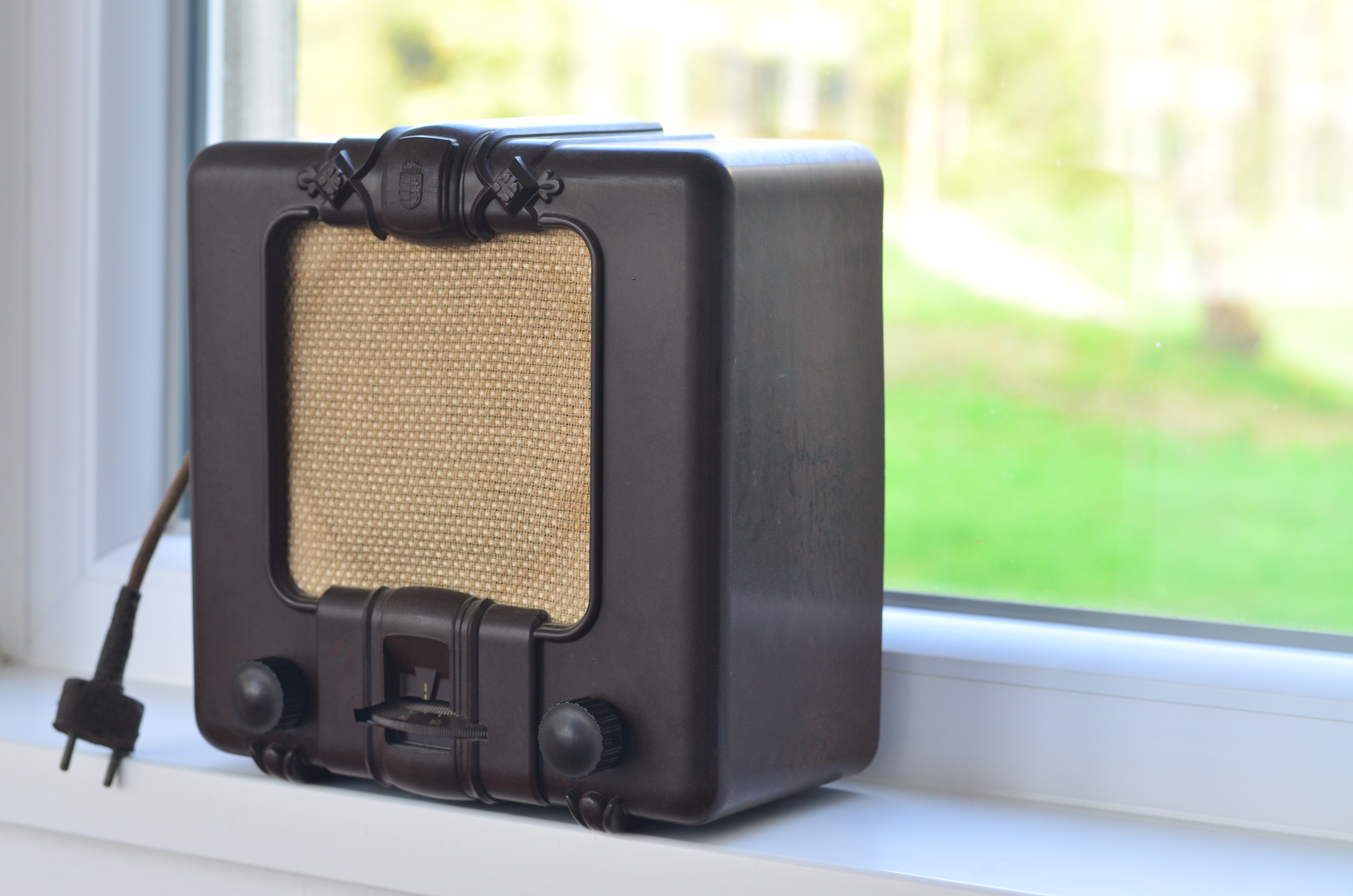
Philips 22V (néprádió a Horthy-korszakban)

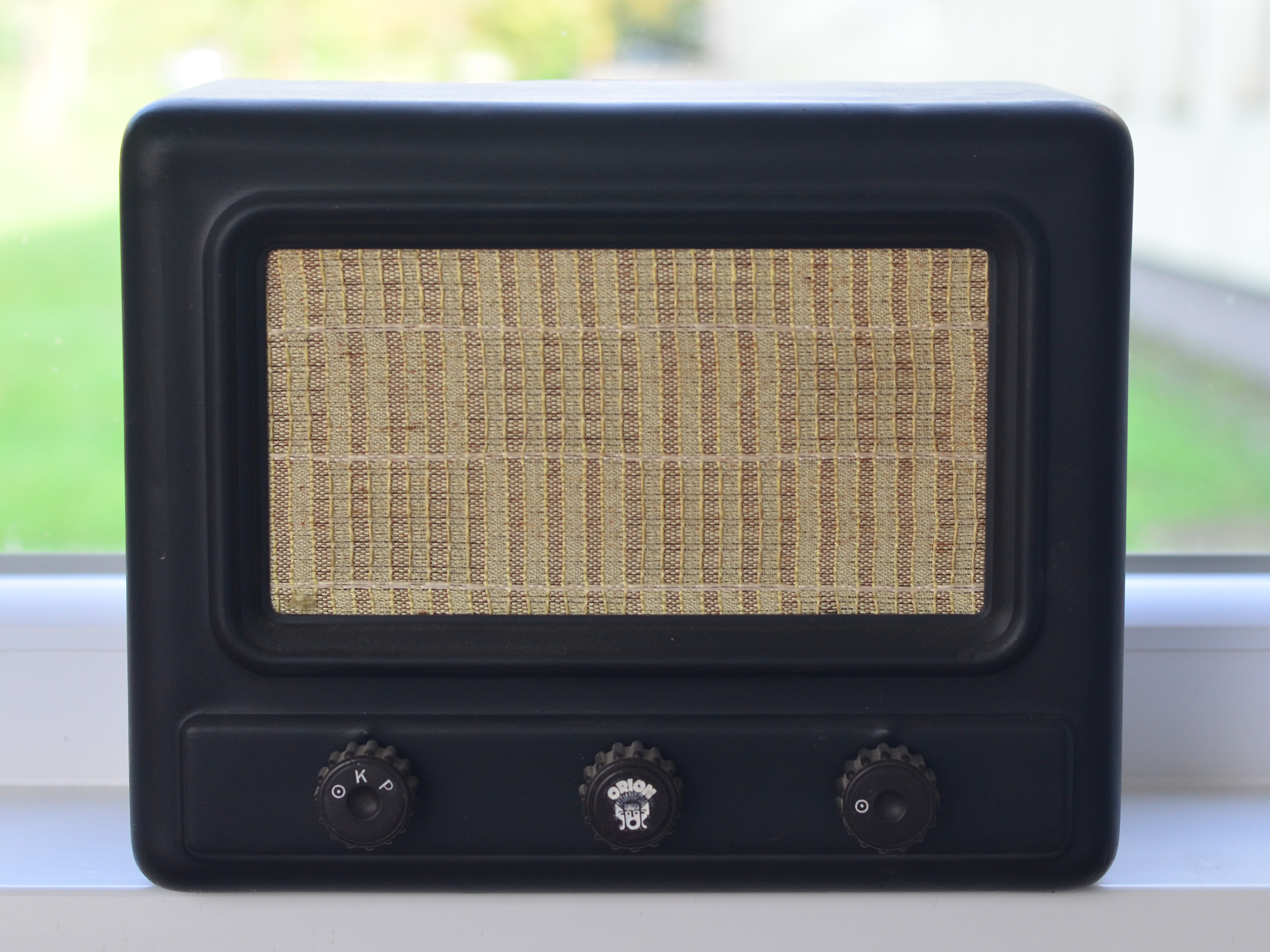
Orion 313 (a Rákosi-korszak alumínium dobozos néprádiója)

A politikai elit a rádiós hírközlésben a kezdetektől fogva a széleskörű tömegtájékoztatás és propaganda terjesztés egyik fontos eszközét látta. Az adótornyok hálózatának kiépítése mellett a vevőkészülékek kiskereskedelmére is komoly hatást gyakorolt az aktuális hatalom. A felsőbb osztályok számára elérhető iparművészeti remekműnek számító díszes favázú, magas színvonalú, több hullámsávos "világvevő" rádiókkal párhuzamosan a Horthy-korszakban 1939-től, a Rákosi-korszakban 1949-től gyártották a kisebb méretű, egyszerű tudású, olcsón megvásárolható néprádiókat.

### Közjáték
Az Anschluss hatására a magyarországi szélsőjobb hatalomátvételre készült. 1938-ban Lovasberényben rádióadót állítottak fel. Ezt azonban kis idő után elhallgattatták, mert zavarta Budapest I. műsorát, és a kormányzat ekkor még erélyesen ellenállt a náci propagandának. (Ez volt Szálasi Ferenc letartóztatásának éve.)

### A műsorújság
Önálló rádióműsort közlésére először 1924. május 24. jelent meg újság: Magyar Rádió Ujság – képes rádió szaklap címen.
1929. szeptember 26-tól Rádió Ujság névre nevezték át, mivel átvette a folyóiratot a Magyar Elektrotechnikai Egyesület. A 21. évfolyam utolsó száma 1944. május 19-én került utcára. Felelős szerkesztője Laszgallner Ernő volt. Kiadója a Budapesti Hírlap Rt. volt 1924–1929 között, utána 1944-ig a Rádió Újság Lapvállalat.
1929. szept. 28-án jelent meg először a Rádióélet utolsó száma pedig 1944. dec. 15.-én (16. évfolyam). Az újság főszerkesztője hosszú időn ár Zilahy Lajos és Czizmadia László volt.
A második világháború alatt jelent meg először a Magyar Rádió Újság – képes rádióműsoros és technikai hetilap (1944. május 29. – 1944. december 15.). Összesen 30 szám került az utcára. A felelős szerkesztői feladatot Petyke Mihály töltötte be.
A második világháborút követően 1945. november 16-án jelent meg ismét műsorújság Magyar Rádió címen, egészen 1956. október 21-ig adták ki. Szerkesztői között: Havas Rezső és Szilágyi Ödönt találjuk, ISSN 0200-0423. A Rádióujság – a Magyar Rádió hetilapja Lévai Béla szerkesztésében 1956. december 17-től került kiadásra (ISSN: 0200-0415). Összesen 2 évfolyam jelent meg belőle. Az utolsó szám a 2. évfolyam 42. száma volt 1957. október 27-én. Ezt átnevezték 1957. október 28-án Rádió- és Televízióújság – a Magyar Rádió és Televízió hetilapja névre, amely névváltozást a televízió megjelenése indokolt, de szerkesztője továbbra is Lévai Béla maradt. Melléklete: Az RTV-újság kalendáriuma – a Rádió- és Televízióújság különkiadványa, mely 1985–1989 között évente jelent meg Boros János szerkesztésében (ISSN 0324-2080). A Rádió- és Televízióújság 1998. február 9-től RTV Részletes címen jelent meg a Magyar Rádió Rt. műsormagazinjaként, majd 2012-től az MTVA kiadásában 2018-ig (ISSN 0481-6048, kezdetben alcíme: „tévé • rádió • kultúra”, majd „rádió és televízió újság” volt). Szerkesztője Aradi Varga Imre lett.

### Rádiózás a második világháború alatt
A világháború kezdetére a repülőgépeket már felszerelték rádióval. Segítségével vakon is képesek voltak leszállni az ún. Lorenz-sugár, egy korabeli műszeres leszállító rendszer használatával, amit a rádióadók sugároztak. Ennek mellékhatásaként tartani kellett attól, hogy a bombázógépek képesek bemérni és rombolni a hírközlési létesítményeket, ezért 1940-től Budapest I. adóját esténként kilenc órakor lekapcsolták. A szövetségesek néhány évig nem bombázták Magyarországot, egészen 1942-ig; akkor is jelentéktelen csapást mértek szovjet repülőgépek Budapestre. Ekkor kezdett el komolyan foglalkozni a kormányzat az adóberendezések tartalékának létrehozásáról. Megvizsgálták azt is: érdemes-e az adóberendezés teljesítményét annyira lecsökkenteni, hogy az rádió iránymérésre alkalmatlanná váljék. A posta műszaki tisztviselők még Kijevből is kimérték ezt. Megállapították, hogy a Lakihegyi adó iránymérésre alkalmas maradna még akkor is, ha a teljesítményét 1 kW-ra csökkentenék. Ekkor a figyelem a tartalék adók építése felé fordult.

#### A visszacsatolt területek rádióellátottsága
Magyarország formálisan nem állt hadban sem Csehszlovákiával, sem Romániával. Ezért az első és második bécsi döntést követő események nagyobb konfliktusok nélkül játszódtak le. A kassai adóállomást a csehszlovák mérnökök szerelték le és vitték magukkal. A kolozsvári adótorony eredeti funkcióját nem ismerjük. Valószínűleg repülőgép irányítási berendezés volt. A háború alatt a Tordai úton működött, a jelenlegi felsőzsuki adótorony később épült. Kassa ideiglenesen egy 0,75 kW teljesítményű kisadót kapott. Ezt a második bécsi döntés idejére már sikerült nagyobbra cserélni, és az adó átkerült Kolozsvárra. A Kárpátalja semmiféle rádióellátottsággal nem rendelkezett. Tervbe vették, hogy 30 kW-os adót telepítenek Kolozsvárra, Marosvásárhelyre és Csíkszeredára. Ezek a tervek nem valósultak meg.
Ennek a Telefunken adónak különös sors jutott. Megjárta Kassát és Kolozsvárt is. Amikor Kolozsvár nagyobb adóállomást kapott visszavitték Budapestre, és raktárba helyezték. 1944-ben, amikor a szövetségesek rádióadásai egyre több győzelemről számoltak be, ezt az adót használták fel az Voice of America (VoA, Amerika hangja) adásainak zavarására.
Észak-Erdély határait úgy húzták meg, hogy Magyarországnak nem volt sem vasúti, sem telefonkábeles, sem rádiós összeköttetése a Székelyfölddel (ezért épült a székely körvasút). A Posta kiadta a feladatot, hogy rádiókapcsolatot kell kiépíteni Marosvásárhellyel. Ehhez a berendezéseket tehergépkocsival szállították a helyszínre. A székesfehérvári adóhoz egyetlen hét alatt építették meg azt az adóvégfokozatot, amely 5 kW-os teljesítményével forgalmazni volt képes a marosvásárhelyi Postával. A marosvásárhelyi postaalkalmazottak (nők) kiválóan vették a székesfehérvári Morse-adásokat. Sőt, betűíró Siemens–Hell rendszerű géptávírót is üzemeltettek, bár ehhez a vett jel erőssége általában nem volt elegendő (az adón és a vevőn szinkronban kellett forognia a betűtárcsának; ez a hullámterjedési viszonyok ingadozása miatt időnként hibázott). A marosvásárhelyi táviratokat már gond nélkül vették Budapesten egy nagy érzékenységű rádióvevővel. Műsorszolgáltatás csak Kolozsvárott volt, ott is vezeték nélkül vették a budapesti jelet, és azt adták tovább az adóállomásra.

#### Rádió a hadszíntérré vált Magyarországon
A második világháború alatt London, Moszkva, Amerika sugárzott magyar nyelvű híreket. Sőt, Magyarországon is működött – méghozzá Kállay Miklós miniszterelnök jóváhagyásával – egy illegális rádió. Ezek hallgatása tilos volt, és kevesek kiváltságának számított. A rendkívüli közleményeket a Légoltalmi Parancsnokság a Budapest I. és Budapest II. frekvenciáin olvasta be, így a lakosság jelentős része kizárólag ezt hallgatta, ezért erre irányultak a megszállók intézkedései.
Horthy Miklós kormányzó 1944. március 18-án este értesült Magyarország megszállásáról Klessheimben. Nem tudjuk, milyen intézkedést hozott a Rádióval kapcsolatban, csak annyi ismeretes, hogy Ghyczy külügyminiszter távirata eljutott Kállay miniszterelnökségére. 1944. március 19. hajnali négy órakor német csapatok vonultak be Magyarországra. A németek mindjárt hajnalban elfoglalták a lakihegyi adóberendezést, és a Rádió valamennyi mikrofonja mellé német fegyverest állítottak. A kiadott műsortól eltérően Chopin gyászindulóját, majd rövid adásszünetet követően magyar és német harci indulókat játszottak. Néhány óra elteltével ismét híreket sugárzott a Rádió, de csak az MTI külföldi híreit. Másnap, 20-án Kossuth Lajos halálának 50. évfordulója alkalmából ünnepi műsornak kellett volna elhangzania, benne a miniszterelnök beszédével, ez azonban elmaradt. A helyettesítő műsor elhangzott, amelybe – szöveg nélküli változatban – beleillesztették a „Ne higgy magyar, a németnek” című dalt.
A német megszállásra vonatkozó első közleményt csak március 22-én este 10 órakor olvasták be: „Kölcsönös megegyezés alapján német csapatok érkeztek Magyarországra”. Ekkor már Sztójay Döme volt a miniszterelnök, aki április 2-án kiadott rendeletében megtiltotta a külföldi rádiók hallgatását. A zsidó tulajdonban levő vevőkészülékeket be kellett szolgáltatni.
Jelentős változást hozott Magyarország német megszállása és az a helyzet, hogy a front elérte az ország határát. A székesfehérvári adónál próbákat tettek, lehetséges-e a rövidhullámú adót hosszúhullámú, illetve középhullámú adóként működtetni. A terv szerint ez az adó vette volna át a lakihegyi adó funkcióját, nem utolsósorban ezért is, hogy innen lehessen a légiriadókat elrendelni. Egyes információk szerint ez az adó 15 kW teljesítményre volt képes a hosszúhullámú sávban. Garai László, az adóállomás vezetője sógora volt Tartsay Vilmos nyugállományú vezérkari századosnak, aki Horthyhoz hű katona volt, s így a kiugrásban segíteni akarta a kormányzót. Két elképzelésük volt. Az egyik a következő volt:
A Rádió épületéből az adóhoz vezető zenei kábel a légoltalmi parancsnokságon ment keresztül. Ott egyetlen kapcsoló segítségével meg lehetett szakítani a műsort, és rendkívüli bejelentéseket beolvasni. Hogy ez megkerülhető legyen, az ellenállás az országnak a háborúból való kiugrásának előkészítése céljából létrehozott egy kis stúdiót olyan helyen, amelyet még a légoltalmi parancsnokság sem tudott megszakítani (a lakihegyi adóállomás egyik szűk helyiségében).
A másik megoldás szerint blokkolták volna a lakihegyi adót (például az áramszolgáltatás megszakításával), és valamely más helyszínről folytatták volna az adást (ekkor még nem volt ismeretes, hogy Horthy proklamációval jelenti be a kiugrást). Ehhez úgy alakították át a székesfehérvári rövidhullámú adót, hogy az adóvégfokozat reaktív elemeit kicserélték, az indukciót variométerrel helyettesítették (mozgatható tekerccsel), és a tekercs megcsapolásával tették lehetővé a középhullámú jelnek az antennára való optimális kicsatolását (1944. szeptember). Megteremtették annak is a lehetőségét, hogy a rövidhullámú antennákat megfelelő kapcsolással képessé tegyék a középhullámú adásra.
Ezek a módosítások nem léptek életbe. Amikor Garai felutazott Budapestre Tartsayhoz, egy órán belül letartóztatták őket a csendőrök (1944. november 22).
A Honvédség egy átalakított gépkocsiba beszerelt egy 8 kW-os adót, ugyancsak abból a célból, hogy helyettesíteni legyen képes az esetleg megrongálódott nagyadót. Ezzel a gépkocsival több helyről is adáskísérleteket végeztek, hogy meggyőződjenek a használhatóságáról. Amikor a lakihegyi adó folyamatosan működött, más frekvencián sugároztak (415 m, 723 kHz). Ez volt a magyar Kísérleti Rádió, amely 1943. október 14-től  egészen a Budapest ostromának végéig működött. A Kísérleti Rádió szünetjeléül Erkel Hunyadi című operája nyitányának kürtszólamát használták. Tekintettel arra, hogy az adót gépkocsira telepítették, az mozgatható volt, így a Balaton-felvidéken, majd Budapest környékén és a Svábhegyen is sugározták a műsorukat. Az ostrom alatt német katonai rádió is működött Budapesten.
A vételi körülmények ellenőrzése alatt észlelték a szakemberek, hogy valamilyen hang zavarja Budapest I. műsorát. Kezdetben a mikrofonerősítőkre gyanakodtak, majd a Lakihegy felé vezető zenei kábelt vizsgálták át. Ekkor derült ki, hogy a zavarás keleti irányból érkezik. A szovjet kormányzat egy addig ismeretlen zavarási technikát alkalmazott: elnyomott vivővel visszasugározták a budapesti műsor két oldalsávját. A magyar mérnökök erre szokatlan megoldással válaszoltak: kismértékű frekvenciamodulációval vezérelték a lakihegyi adó vivőfrekvenciáját. Az akkori vevőkészülékeknél ez nem okozott zavart (mély hangú búgást okozott volna, ha az akkori vevőkészülékek ezt képesek lettek volna demodulálni). Ez a megoldás megszüntette a szovjet forrásból származó zavarás hatását. Egyébként a lakihegyi adó mindig híres volt rendkívüli frekvenciastabilitásáról.
1944. október 15-én vasárnap 13 órakor Mátrai Betegh Béla „Egy kis séta” című novelláját olvasta volna fel. Ezt a bemondó be is jelentette, majd megindult a szünetjel. Közben Hlatky Endre, Zimmer Ferenc és Frigyesy János hivatták Tavaszy Sándor bemondót. A Horthy-féle proklamációt kellett beolvasnia. Néhány perc telt el, amíg a szöveget végigolvasta, majd megköszörülte a torkát. 13 óra 3 perckor leállt a szünetjel és kigyulladt az adást jelző lámpa: »Ma már minden józanul gondolkodó ember előtt kétségtelen, hogy a németek ezt a háborút elvesztették! Történelmi felelősségem tudatában meg kell hogy tegyek minden lépést, hogy a felesleges vérontást elkerüljük«. A proklamációt többször is beolvasták; kb. egy óra elteltével nyilas csapatok léptek be a Rádió épületébe, és néhány vezetőt letartóztattak. Tavaszy Sándornak sikerült elmenekülnie.
1944. november 20-án felrobbantották a miskolci rádióadót. A Nyíregyházi adó megsemmisült a harci cselekmények következtében.
A lakihegyi adó november 24-én 9 órakor elhallgatott, és 1944. november 30-án a visszavonuló német robbantó alakulatok földre döntötték a magyar rádiózás jelképévé vált 314 méteres antennát.
A front közeledtével a Rádió munkatársait is evakuálták. Az adóberendezések egy részét ők szerelték le, – nyugatra menekítették, vagy elrejtették, – más berendezéseket a németek hurcoltak el. A Katonai Rádió egészen Karácsony estéig működött Budapesten, 23 óra 57 perctől kezdve a mosonmagyaróvári stúdió sugározta a műsort a rónafői kastélyból.
A Vörös Hadsereg egységei 1945. január 16-án léptek be a Rádió épületébe. A szovjet parancsnokság engedélyével ezután kezdték meg a magyar rádiózás újjászervezését. Ehhez egy Pápa közelében elrejtett 20 kW-os adóberendezést használtak fel, amely korábbiakban Budapest II. műsorát sugározta. Ezt csak szeptember 15-ére tudták üzembe helyezni.

#### Zavaró adások
1942. augusztus 3-tól megindult az Amerika Hangja magyar nyelvű műsor sugárzása egy hajóról, amely Görögország vizein, Szaloniki közelében hajózott. Ennek zavarására a kormányzat egy tartalék adót helyezett üzembe, amelyet 1927-ben Budapest I. műsorának közvetítésére létesítettek, majd a háború alatt Kolozsvárott működött. Ez az adó eredetileg 3 kW teljesítményű volt, de zavaróadóként csupán 750 W teljesítményre volt képes. Később egy 2 kW-os adót is használtak erre a célra, amelyet a svábhegyi telefonközpontba telepítettek.

### A rádió a világháború után
A Magyar Nemzeti Bizottság Ortutai Gyulát bízta meg a magyar rádió újraszervezésével. Hamarosan megkezdődtek a zenekari próbák, és már áprilisban lemezre vették a rádió új szünetjelét („Te vagy a legény, Tyukodi pajtás”).
1945. május elsején délben hét utcai hangszórón át szólalt meg a Rádió. Üzembe helyezték ezen kívül azt a 0,5 kW-os Telefunken adót is, amely még 1925-ben működött Csepelen. Szeptember 15-én megszólalt az ideiglenesen helyreállított lakihegyi adó 20 kW teljesítménnyel
1945. június 1-jén a világháború utáni újjászervezés során a szervezetet a Magyar Távirati Irodával együtt integrálták a Magyar Központi Híradó Rt.-be, amelyet 1949. augusztus 19-én államosítottak. 1949. február 1-jén „Budapest 1” felvette a „Kossuth”, „Budapest 2” a „Petőfi” nevet. 1949-ben Sófalvi Károly átadta a Rádió első, saját fejlesztésű és gyártású stúdiómagnetofonját. Az MTI-től különválasztva, 1950. március 7-én létrejött a Magyar Rádióhivatal (MRH). 1951-ben indult a  irodalmi jellegű dramatizált hangjátékokat felvonultató legendás Rádiószínház és ugyanebben az évben jelentették be a televíziós kísérleti adások majdani megindulását. 1953-ban megalakult a műszaki jellegű Magyar Televízió Vállalat, és a Posta kísérleti Intézettel karöltve elkészíti az első az első, 100/50 W-os adóberendezést. 1953. december 16-án a berendezés meg is kezdte próbaadásait. A kísérlet színhelye a magyar rádiózás történetéből ismert Gyáli úti Posta Kísérleti Állomás volt, erre szereltek egy adóantennát. 1954. január 20-án üzembe helyezték a 100 W-os kísérleti adót a Széchenyi-hegyen. A Pollack Mihály téri rádióépületben, a volt Eszterházi-palotában megalakult a Rádió televíziós főosztálya, vezetője Révai Dezső, a beosztottak száma 2 fő volt. Az első magyar televíziós felvételre 1954. szeptember 2-án került sor a Filmgyárban.
Az 1950-es évek alatt a MR a kommunista párt szócsövévé vált, s hitelét elvesztette.

#### A forradalom eseményei
Az 1956-os forradalom során az MR, mint a vezető tömegmédium elfoglalása, illetve megtartása fontos szempont lett. A Rádió épületénél tört ki az első fegyveres tűzharc. A tüntetők az MEFESZ 12 pontjának beolvasását követelték, ezt azonban Benke Valéria nem merte engedélyezni. Gerő Ernőnek este nyolc órakor elhangzott beszéde váltotta ki a tömeg felháborodását; fél kilenckor betörték a Rádió épületének kapuját. Ettől kezdve a hivatalos műsort, amelyet a lakihegyi adóról lehetett hallani, az Országházból sugározták, amelynek egyetlen zenei anyaga volt: az Egmont-nyitány. A Szabad Magyar Rádió vidéki stúdiókból, ideiglenes frekvenciákon sugárzott. A budapesti adó 1956. november 4-én 5 óra 20 perckor még sugározta Nagy Imre beszédét. 7 óra 57 perckor Háy Gyula beszélt az Írószövetség nevében („Segítsetek! Segítsetek!”). Utána gyászzenét sugároztak, majd 8 óra 7 perckor minden figyelmeztetés nélkül elhallgatott a rádió (a parlamenti stúdióból és a lakihegyi adón sugárzott műsorról van szó) Ettől kezdve a lakihegyi adó egészen november 7-éig hallgatott. A dunapentelei amatőr adóállomásról hangzottak el a sokszor idézett szavak: „Rákóczi Rádió, Dunapentele! A szovjet tankok és légierők támadják Dunapentelét. A harc változatlan hevességgel tovább folyik. Dobjatok le fegyvereket!”
Központi utasításra már október 23-án felszólítást kapott a szolnoki rádióadó, hogy készüljenek fel arra a feladatra, hogy át kell hangolniuk az adót a Kossuth Rádió frekvenciájára (ez főként az adó kimenőfokozatának induktív és kapacitív elemeinek cseréje miatt három óra alatt volt elvégezhető). Szolnokon abban az időben egy 0,4 kW-os kisadó működött (a forradalom alatt Damjanich Rádió néven), valamint a Petőfi Rádió műsorát sugárzó 135 kW-os nagyadó.
November 4-én hajnali 4 óra 30 perckor szovjet katonák hatoltak be a Besenyszögi úti rádióadó épületébe, és megszakították a központi Kossuth műsor relézését. A Szabad Európa Rádió figyelőszolgálata 4 óra 32 perckor észlelte a rendkívül gyenge rádiójelek megszűnését.
Reggel 5 óra 5 perckor jelentkezett Kossuth-adóként Kádár János közleményével a Forradalmi Munkás-Paraszt Kormány. Az észlelések szerint ezek egy sokkal nagyobb adóállomásról érkeztek. Valójában az ungvári rádión hangzott el először a beszéd. Ez az adóállomás Kereknye és Rát között állt, és a 675 kHz-en sugárzott 50 kW teljesítménnyel. Ez az adás Magyarországon alig volt hallható, ezért készült magnetofonfelvétel, amelyet a szolnoki nagyadóról sugároztak. A beszédet oroszul szövegezték meg és kárpátaljai magyar értelmiségiek fordították le magyar nyelvre.
A beszéd szövegét Ungvárról hozták egy 76 cm/s sebességű jó minőségű magnófelvétel formájában. Utasították a bemondónőt, hogy „Kossuth Rádió, Budapest” néven jelentkezzék be. Ő azonban izgalmában azt mondta: „Kossuth Rádió, Szolnok”.
A beszédet rádióvétel formájában rögzítették egy Vörös Szikra magnóval, amelynek sebessége 19 cm/s, ezen a felvételen vételi zajok és fading is hallható.
A szolnoki adó ebben az időben a balatonszabadi adó frekvenciáját használta, az 1187 kHz-et.
A Petőfi Rádió adása csak 1957. február 11-én indult meg.

#### A Rádió a forradalom után
1957. augusztus 18-tól a szervezet Magyar Rádió és Televízió Vállalat (MRTV) néven működött tovább, egészen 1974 októberéig, amikor különvált a Magyar Rádió (MR) és a Magyar Televízió (MTV). A Kádár-korszakban a televízió és a rádió egyaránt aranykorát élte.
1977-re elkészül a solti rádióadó, amely 2 MW teljesítménnyel sugározza a Kossuth Rádió műsorát az 540 kHz-es frekvencián teljes országos lefedettséggel.
A Magyar Rádió 1986-ban a sajtótörvény előtt alapított egy német nyelvű rádiót az Osztrák Állami Rádióval, a majdani Danubius Rádió elődjét. Ez a kereskedelmi adó 1997-ben önállósult.
Az 1980-as évek végén, a rendszerváltás során a Rádió műsorai és vezetése egyes vélemények szerint a szólásszabadság megteremtését segítették. Az 1990-es évek elején azonban a tömegmédiumok irányítása ismét politikai küzdelem tárgya lett. Az Antall-kormány és a Boross-kormány alatt a Magyar Televízió 1-es programjához hasonlóan a Magyar Rádió műsorait kormánypárti elfogultsággal vádolták, amely főleg a hírműsorok esetében volt érezhető. Az ellenzéki politikai pártokat negatív színben tüntették fel. Ez az éles belpolitikai csatározásoktól fűtött időszak Médiaháború néven került be a közbeszédbe és a korabeli sajtóba. Ez ismét kikezdte a közszolgálati rádió tekintélyét. A közmédia mindenkori vezetésének politikai függetlensége, szakértelme és objektív narratívája azóta is viták tárgya.
1996. augusztus 1-jén a médiatörvény értelmében megalakult a Magyar Rádió Rt. elnevezéssel.

### Működésének jogi háttere 1996-tól
Az 1996-os első médiatörvény (a rádiózásról és televíziózásról szóló 1996. évi I. törvény) a vállalatot részvénytársaságként alakította, és tulajdonosi kezelő testületének (egyedüli tulajdonos) létrehozta a Magyar Rádió Közalapítványt. Az alapítvány kuratóriuma választotta meg a rádió elnökét, gyakorolta a gazdálkodásával összefüggő felügyeleti jogokat. 2010-ben a közalapítvány más közszolgálati médiumok kuratóriumaival együtt Közszolgálati Közalapítvány néven működik tovább.
A szakmai felügyeleti szerv a Nemzeti Média- és Hírközlési Hatóság. A törvényességi felügyeletet a Fővárosi Bíróság mint Cégbíróság végzi.

## Szervezeti felépítése
Az MR önálló szervezeti egységei:
- Elnöki Hivatal
- Kossuth Rádió Főszerkesztőség
- Petőfi Rádió Főszerkesztőség
- Bartók Rádió Főszerkesztőség
- Művészeti Főszerkesztőség
- Archívum
- Gazdasági Igazgatóság
- Műszaki Igazgatóság
- Informatikai Osztály
- Jogi Iroda
- Oktatási Osztály
- Kommunikációs Iroda
- Kereskedelmi Iroda
- RTV Részletes
- Belső Ellenőrzési Iroda

Az MR tanácsadó, koordináló, illetőleg egyéb tevékenységet végző testületei:
- Elnöki értekezlet
- Elnökségi értekezlet
- Nyelvi Bizottság
- Mikrofonbizottság
- Műsorülés

## Csatornák
- A Kossuth Rádió a hírek és a közélet csatornája. Itt szól naponta a rádió legnépszerűbb műsora, a Krónika című hírmagazin, amely mindennap délben, 15.00 órakor, 17.30 perctől és 22.00 órakor hallható. A rádió Középhullámon (KH), Ultrarövidhullámon (URH-CCIR), rövidhullámon (6025 kHz, a 2010-es évek elejéig) és a Thor 5 (Telenor) műholdon keresztül is fogható.
- A Petőfi Rádió könnyűzenét és szórakoztató háttérműsorokat közvetít. A magyar rádió leghallgatottabb rádiója. URH-CCIR sávban, valamint a Thor 5-ös műholdon fogható.
- A Bartók Rádió komolyzenét és irodalmi műveket sugároz. URH-CCIR frekvencián és a Eurobird 9A-as műholdon fogható.
- A Dankó Rádió 2012 végi indulással: magyar nóta, népzene és operett tartalmú csatorna.
- A Nemzetiségi adások csatornája 2007. február 1-jén indult, amikor megszűnt a keleti normás ultrarövidhullámú (URH-OIRT) műsorszórás, így a nemzetiségi műsorok sugárzása ezen az adón történik, amely középhullámon, 873 és 1188 kHz-en valamint műholdon fogható.
- Szülőföldünk, külföldnek szóló rövidhullámú adások[47] (2011 óta szünetelnek): 3975, 6025 és 6140 kHz[48]
- A Parlamenti adások az Országgyűlés közvetítéseit sugározza, amelyek műholdon és interneten hallgathatók.

### Megszűnt csatornák

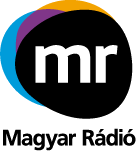
A Magyar Rádió logója 2007-től 2012 augusztusáig

- A Régió Rádió a régió és a regionális adások összefoglaló műsora. Régióközpontok: Győr, Debrecen, Pécs, Miskolc, Székesfehérvár és Szeged. Műsora 2012. december 21-én szűnt meg.
- A Dalok és dallamok a Magyar Rádió online rádiója. Jelenleg kétóránként népzenét, négyóránként nótát és operett műveket közvetít. Adása 2009. december 15-én indult mint internetes népzene, nóta és operett zenével foglalkozó rádiós csatorna, majd országos frekvenciát kapott, és Dankó Rádió néven hallható.

### Árvízi rádióadások
2013. június 9. és július 8. között szólt az Árvízvédelmi Rádió (tervezett nevén Árvíz FM) a megszűnt Neo FM használaton kívüli frekvenciáin. Ezalatt a Kossuth Rádió középhullámú adója (Solt, 540 kHz) éjszaka is működött.
- Budapest 100,8 MHz
- Csávoly 96,7 MHz
- Győr 87,6 MHz
- Kab-hegy 107,2 MHz
- Kékes 95,5 MHz
- Kiskőrös 88,4 MHz
- Komádi 103,0 MHz
- Miskolc 97,1 MHz
- Nagykanizsa 90,2 MHz
- Pécs 95,9 MHz
- Sopron 96,8 MHz
- Szeged 90,3 MHz
- Szentes 100,4 MHz
- Tokaj 97,5 MHz
- Ózd 101,5 MHz
- Vasvár 91,6 MHz

### Ideiglenes adások
- Petőfi DJ – Budapest, FM 97.0 – 2012. június 1-3.
- Augusztus 20. – Budapest, FM 91.4 – 2012. augusztus 20.
- MR Versmaraton – internetes adás

2021 szeptemberében az Eucharisztikus Világkongresszus idején hat frekvencián hat nyelven működött vallási jellegű műsorszórás (angol, magyar, olasz, francia, spanyol és német).

### Frekvenciák

#### Hosszúhullám
Magyarországnak nem volt deklarált hosszúhullámú rádióadója. Az 1919-ben megrendelt gépadó 1922-től 1942-ig a hosszúhullámú sávban sugárzott, de távíró üzemben.
1944-ben tervbe vették, hogy a székesfehérvári rövidhullámú adót alkalmassá teszik a hosszúhullámú sávban történő sugárzásra, de ez a program a háború végi problémák miatt nem valósult meg. Az adóberendezés kimenetének indukciós részét átalakították, de soha nem használták.
Az 1950-es évek elején az Államvédelmi Hatóság még működtetett egy 15 kW-os zavaróadót a hosszúhullámú sávban.

#### Középhullám

Az első adáskísérleteknél a botantennát és a Marconi-T antennát használták. A pirosra színezett terület az áramerősséggel arányos. Az antenna vízszintes része kapacitásként viselkedik, ennek hatását a tápkábelbe illesztett induktivitással egyenlítik ki

540 kHz Solt, 810 kHz Balatonszabadi, 873 kHz Lakihegy, 873 kHz Pécs, 1116 kHz Mosonmagyaróvár, 1116 kHz Miskolc, 1188 kHz Marcali, 1251 kHz Szombathely, 1251 kHz Nyíregyháza, 1350 kHz Győr, 1350 kHz Szolnok, 1485 kHz Mohács, 1602 kHz Egerszeg Az említett adók több különböző frekvenciát is használtak az elmúlt időszakban. Szolnok és Lakihegy rendelkezik ún. diplexerrel. Ez lehetővé teszi, hogy az adóantenna egyszerre két különböző frekvencián sugározzon műsort.
Balatonszabadi-Sóstó 135 kW-os nagyadója 1956-tól a külföldnek szóló (Szülőföldünk) és idegen nyelvű adásokat is sugárzott. Ezeket korábban a Kossuth- és Petőfi nagyadók sugározták az éjszakai adásszünet ideje alatt.

#### Rövidhullám
2007-ig Székesfehérvár, 2007-től Jászberény (a teljes adóberendezést és az antennarendszert is áttelepítették Jászberénybe; szokásos rövidítése: JBR). Az adóállomás büszkesége a log-periodikus, keskeny sávú sugárzó. 2011 óta ezek az adások szünetelnek (hírek szerint az adót és az antennarendszert 2011 májusában lebontották). A jászberényi körsugárzó antennarendszert alkalmasnak tekintették a DRM (Digital Radio Mondiale) sugárzásra a 9–11 MHz frekvenciatartományban.
| adó | frekvencia, kHz | teljesítmény, kW | irányszög  | cél           |
| JBR | 3975            | 250              | körsugárzó | Nyugat-Európa |
| JBR | 5965            | 250              | 306        | Észak-Amerika |
| JBR | 5970            | 252              | 300        | Észak-Amerika |
| JBR | 5980            | 250              | 300        | Észak-Amerika |
| JBR | 5995            | 250              | 306        | Észak-Amerika |
| JBR | 6025            | 100              | körsugárzó | Nyugat-Európa |
| JBR | 6040            | 250              | 306        | Észak-Amerika |
| JBR | 6140            | 100              | körsugárzó | Nyugat-Európa |
| JBR | 6150            | 250              | 306        | Észak-Amerika |
| JBR | 7165            | 250              | 288        | Nyugat-Európa |
| JBR | 9665            | 250              | 240        | Dél-Amerika   |
| JBR | 9845            | 250              | 90         | Ausztrália    |
| JBR | 9880            | 250              | 245        | Észak-Amerika |
| JBR | 11685           | 250              | 75         | Ausztrália    |
| JBR | 11695           | 250              | 306        | Észak-Amerika |
| JBR | 15660           | 250              | 75         | Ausztrália    |
| JBR | 17690           | 250              | 90         | Ausztrália    |

Az adóberendezést több frekvencián is használni lehetett. Ehhez az adóvégfokozat hangolt köreit ki kellett cserélni. A több ezer voltos feszültségre és az igen nagy áramerősségre készült tekercseket és kondenzátorokat kis kézikocsival lehetett betolni az adóterembe, így valósult meg az adó gyors áthangolása.

#### DRM
Digital Radio Mondiale adáskísérleteket 2008. május 30-a és júniusa között végeztek. Ezúttal a Magyar Katolikus Rádió műsorát sugározták a lakihegyi adóról a 810 kHz frekvencián.
Tekintetbe vették a jászberényi rövidhullámú adót is erre a célra, de az adások nem kezdődtek el. Időközben a jászberényi telephely megszűnt; a Hírközlési Hatóság az URH-sávban tervezi a DRM-adások megindítását (2013 után).

## Technikai részletek

### Adástechnika
A rövidhullámú rádiózás kezdetben posta műszaki feladat volt. 1907-től Morse-üzemmódban szikraadókkal végezték (ívlámpás, majd később gépadós módszerrel) Csepel és Tárnok helyszíneken, sőt még Fiumében is, haditengerészeti rendeltetéssel. A székesfehérvári gépadó 9282 Hz frekvenciát állított elő, ezt több frekvenciakétszerezéssel 37128 Hz-re növelték. A lakihegyi adó után itt állították fel a második AM-adóállomást Székesfehérvár-Sóstó helyszínen 1932. július 27-én. Ez az adó 20 kW teljesítményű volt; 1933. január 2-ától egy hazai Standard gyártmányú 25 kW-os adó lépett a helyébe. Ez az adó képes volt műsorsugárzásra, de főként távíró forgalomra használták (valamint katonai és időjárás-jelentési rendeltetéssel). 6800 és 13810 kHz frekvencián sugárzott. Az antenna vízszintes huzalokból állt, amelyet három darab 60 m-es árbóc tartott. 1933 decemberétől magyar nyelvű műsort sugároztak az Amerikai Egyesült Államok és Kanada felé 303 fokos irányszöggel. 1937-től Dél-Amerika felé is irányítani lehetett a rádióadást 245 fokos irányszöggel. 1938-ban két új 5 kW-os adó telepítését tervezték, de ezeket a közelgő háborús veszély miatt Székesfehérvár-Öreghegy telephelyen építették fel. Az Öreghegy (Bányató) melletti adók viszonylag épségben vészelték át a háborús időszakot. Ezek az adók az 5300, 5400, 5459, 6840, 9113 és 9125 kHz frekvencián működtek. A háború után 1945 szeptemberétől kezdtek ismét sugározni a fentieken túl a 9109, sőt a 13680 kHz-en.
Amerikába első ízben 1932. május 1-jén sugárzott műsort a Magyar Rádió. A rövidhullámú műsorszórás 1934. december 23-ától vált rendszeressé.
A rövidhullámú sugárzás fejlesztéseképpen a második világháború után a diósdi állomásról bővítették 1949. június 1-jén két darab 0,4 kW-os adóval négy nyelven. Az év október 31-étől az adóteljesítményt 2 kW-ra emelték, hazai gyártású adóberendezésekkel. A diósdi adók szintén hazai fejlesztésből 1950. június 1-jétől már 100 kW teljesítménnyel sugároztak Észak-Amerika és Kanada felé.
A 20. század elején nem a frekvenciával, hanem a hullámhosszal azonosították a rádióadókat. Az akkori adatok átszámítását nehezíti, hogy a fény terjedési sebességének értékét azóta pontosabban; tehát az eredetitől eltérő értékkel határozzuk meg.
1936-ban a Magyar Posta elektromos kábelen a következő adóállomásokhoz juttatta el a budapesti stúdió műsorát:
Lakihegy (550,5 m, 544,6 kHz)
Győr 0,4 kW (1349 kHz) 1952 június (a mosonmagyaróvári kábelről), 1956-ban saját stúdióból, ideiglenes frekvenciákon
Mosonmagyaróvár 1,25 kW (227,1 m, 1320 kHz) 1932. november 10.
Pécs 1,25 kW (204,8 m, 1464 kHz) 1933. március 11.
Szolnok 135 kW (1040 kHz) 1949. augusztus 27. (a Nyíregyháza felé vezető kábelhálózat 1936 óta áthaladt Szolnokon)
Miskolc 1,25 kW (208,6 m, 1437 kHz) 1933. február 6.
Nyíregyháza 6,25 kW (267,4 m, 1127 kHz) 1932. december 29.
Ezek az adók már kvarcvezérlésűek voltak, és léghűtésű adócsövekkel épültek. Ezért távvezérléssel is be lehetett kapcsolni őket. A mosonmagyaróvári adót Győrből kapcsolták. A nyíregyházi adónak vízhűtésű adócsöve volt, ezért azt csak helyileg lehetett bekapcsolni.
Marcaliban (Somogyszentpál–Kisperjés) 1983 és 1985 között épült egy 2×500 kW teljesítményű középhullámú adó, elgőzölögtetéses hűtésű adócsövekkel a Petőfi-műsor sugárzása céljából. Az adót később átépítették 300 kW teljesítményre, és a Régiók Rádiójának műsorát sugározta.
A kassai rádióadó, amelynek korábban is volt napi egy órányi magyar nyelvű adása a pozsonyi stúdióból, 1938. november 14-étől sugározta Budapest I. műsorát. A kolozsvári középhullámú adótornyot román mérnökök építették 1931-ben; innen napi rendszerességgel magyar nyelvű műsort is sugároztak (1945 után). Észak-Erdély visszacsatolása után a kolozsvári rádióadó is a budapesti stúdió műsorát szolgáltatta. Tervbe vették további adók építését is a Székelyföldön, de a háborús viszonyok miatt ebből már nem valósult meg semmi. A többi erdélyi rádióstúdió nem a magyar, hanem a román rádió műsorát közvetítette, például a temesvári, aradi és a gyulafehérvári rádióadó.

### Hangrögzítés
Az első évtizedben gyakorlatilag csak élő műsort adtak. Jellemző az akkori helyzetre, hogy a bemondók (Scherz bácsi is) szükség esetén magyar nótákat énekeltek a stúdióban. Egyszer azonban eszébe jutott a vezetőségnek, hogy női hang még nem került adásba. Hárman rohantak Mancikáért, a gépírónőért, aki hosszas vívódás után végül elvállalta, hogy felolvasást tart a Rádióban. Taubler Margit volt, aki 1924-ben Molnár Ferenc: „A férj bevásárol” című jelenetét olvasta fel. Ő persze rémült volt, és berekedt. Ám Molnár János egy pohár nyers tojással megitatta, és ettől elmúlt a rekedtsége. Az egyik győri amatőr megfigyelő azt írta, hogy még a „művésznő” szívdobogását is hallotta. Lehet, hogy túlzás, hiszen akkoriban még szénmikrofonokat használtak, és a vevőkészülékek 99%-a detektoros volt. A kondenzátormikrofont a húszas évek elején találták fel, és csak később használta a Rádió: a Rieger–Siemens-kondenzátormikrofonokat 1927. november 4-én helyezték üzembe. Alkalmaztak Reisz mikrofont is, de általános volt a szalagmikrofon (Bändchen). Ez igen alacsony jelszintű volt, ezért eggyel több erősítőfokozatot alkalmaztak hozzá.
Elektroncsöves vevővel nagyon kevesen rendelkeztek még. Ezek Meissner-visszacsatolású audionkapcsolások voltak, a Meissner-visszacsatolás szabadalmának tulajdonosa a Telefunken volt, s 1924-ben körlevél útján tudatta – gyártókkal és felhasználókkal – hogy a szabadalom megsértése büntetőjogi következményekkel jár.
Kezdetben a hanglemezeket a mikrofon elé állítva játszották le; csak később nyílt meg a lehetőség, hogy a lemezek hangját kábelkapcsolaton adásba lehessen küldeni. Ekkor kezdett el a Rádió saját hangfelvételeket csinálni.
A viaszlemezek, amelyekkel dolgoztak, csak előmelegítés után voltak használhatóak, és igen súlyos volt a lemezvágó berendezés (a hideg lemezt forgácsolja a vágótű, ezért zaj és recsegés kerül a felvételbe). De ismert volt már a röntgenlemezek alkalmazása is lemezvágás céljára. Ebből kiindulva külön lemezvágásra készített filmet használtak (Mille-rendszer). Ez a speciális film 7 mm széles, és 32 cm/s sebességgel szalad a rögzítő berendezésben. A filmek hosszú tekercsben állottak rendelkezésre, ezért hosszabb felvételeket is lehetett készíteni, mint a hanglemezek esetében. A vágótű zafírból készült, és kb. 174 fokos tompaszögű végével karcolta bele a hangot a filmbe. A rögzítésnél mélyírást használtak, hasonlóan az Edison-féle fonográf tűjének mozgásához. A Philips–Miller-készülékeket 1938-tól használták.
A hangrögzítés vizsgálata céljából 1936-ban a Televíziós Bizottság felkérésére Erdőss Gyula, Magyari Endre és Láng Jenő utazott Eindhovenbe, majd Angliába.
Megvizsgálták a Stille hangrögzítési módszert is. Ennél a Poulsen-féle dróthuzalos megoldás modernebb változatát használták: acélszalag futott az író, vagy olvasó fej előtt 90 cm/s sebességgel. A tekercsek 70 cm átmérőjű dobon helyezkedtek el, játékidejük 35 perc volt.
1930 után – amikor a hangosfilm is elterjedt – ugyanolyan technikával rögzítették a műsorhangot, ahogyan a filmkészítésnél is (Selenophon). A filmet persze elő kellett hívni, viszont a hangminősége már túllépte a középhullámú rádióadás igényeit: a felső rögzíthető frekvencia elérte a 8000 Hz-et. A rádióadók frekvenciatávolsága 9 kHz volt, ezért az adóknak nem volt szabad 4,5 kHz-nél magasabb hangot kisugározniuk.

### Hagyományos adásrend
Magyarországon a hagyomány szerint minden új adóberendezést a Rákóczi-induló lejátszásával helyeztek üzembe.
1. Az elektroncsöves végfokozatú adóberendezéseket műsorkezdés előtt jóval be szokás kapcsolni; ez a bemelegedési idő. Az adó ilyenkor a modulálatlan vivőfrekvenciát sugározza, hang tehát nem hallatszik.
2. A bemelegedés ideje alatt szokásos volt a 440 Hz frekvenciájú normál A hanggal modulálni az adót. Ez az időszak lehetővé teszi a torzítások kimérését, tehát, hogy jelentkeznek-e a moduláló frekvencia felharmonikusai.
3. Egészen a 90-es évekig szokásos volt, hogy az adáskezdés előtti tíz-húsz percben a stúdió (modernebb kifejezéssel: a csatorna) szünetjelét,[70] azaz, hívójelét sugározták. Ez teszi lehetővé az állomás azonosítását már a műsorszolgáltatás megkezdése előtt. Az első szünetjelet Tomcsányi Béla készítette, és 1928-tól használták.[71] 2007. június 4-től kezdve a Kossuth Rádió nem használ szünetjelet, a Petőfi Rádiónál 1997-ben szüntették meg.
4. A közszolgálati műsort (korábban Budapest I., majd a Kossuth Rádió) a Himnusz lejátszásával zárják.
5. 1929-től 2007-ig szokásos volt az adászárás után az idegen nyelvű vízállásjelentés[* 8] a nemzeti főadón. A vízállást és a gázlók állapotát az egész Dunára és a Tiszára beolvasták a forrástól a torkolatig.[72] A II: világháború alatt ideiglenesen szünetelt[73]

## Regionális stúdiók
- Debreceni Regionális Stúdió
- Győri Regionális Stúdió
- Miskolci Regionális és Nemzetiségi Stúdió
- Pécsi Regionális és Nemzetiségi Stúdió
- Szegedi Regionális és Nemzetiségi Stúdió

A regionális stúdiók 2007 augusztusától egységesen Régió Rádió néven sugározták műsoraikat. Az átszervezés során a nyíregyházi, a szolnoki, a szombathelyi és nagykanizsai stúdió megszűnt, a néhány megmaradt munkatárs a nyíregyházinál a debreceni, a szolnokinál a szegedi, utóbbi kettőnél a győri stúdió kihelyezett tudósítójaként dolgozott tovább. Saját műsorain kívül minden stúdió sugározta a Petőfi Rádióról eltűnt magyarnóta-műsort, valamint alkalmanként sportközvetítéseket, ezen kívül a fennmaradó műsoridőben a Kossuth Rádió vagy a Petőfi Rádió adását továbbították.
A Régió Rádió műsora 2012. december 21-én délben leállt, december 22-től a magyar nótát és operettet sugárzó Dankó Rádió műsora hallható a frekvenciáin. A körzeti stúdiókat nagyrészt leépítették, csak a nemzetiségi adásokat szerkesztő munkatársak maradtak.

## Ismert rádiósok

### Bemondók
Forrás: Szalóczy: A leírt szöveg felolvasandó

#### 1945 előtt
- Beöthy Lídia
- Budinszky Sándor
- Csiky Mária
- Daróczy Tamás
- Deseő Dezső
- Dövényi Nagy Lajos
- Fedák Ágota
- Filotás Lili
- Gáspár László
- Gecső Sándorné
- Gerster Sári – a Magyar Rádió első bemondónője
- Győri Ernő
- Havel Éva
- Hevessy Zoltán
- Kowách Aladár
- Loyek Árpád
- Lőrinszky László
- báró Máriássy József
- Natter Gitta
- Radó Árpád
- Randé Jenő
- Rosner Kálmán
- báró Schell Gyula
- Scherz Ede – a Magyar Rádió első bemondója
- Skoff Elza
- Skublics Christa
- Solti János
- Sztankovich Viktor
- Tavaszy Sándor
- Visegrády Gabriella

#### 1945-től 2015-ig
- Acél Anna
- Auth Magda
- Bán György
- Baleczky Annamária
- Barra Mária
- Bátonyi György
- Besnyő György
- Bérczy Krisztina
- Bordi András
- Borenich Péter
- Boros Miklósné
- Bozai József
- Bőzsöny Ferenc
- Czeglédi Edit
- Csonka Erzsébet
- Csók Pál
- Csupics Mária
- P. Debrenti Piroska (dr. Bálint Lajosné)
- Dénes Marianne
- Dibusz Éva
- Dorniss Ibolya
- Dóczi János
- Dömök Gábor
- Egressy István
- Erdei Klári
- Erdős Miklós
- Erőss Anna (Konkoly Tiborné)
- Fáy Zsuzsa (Kovács Zsuzsa)
- Földi Ottó
- Gaál Anna (Gaál Lászlóné)
- Gál Jolán
- G. Mezei Mária
- Géczy-Bojtár Attila
- Gyöngyi László
- Hajnóczy Lívia
- Hegedűs Éva
- Hollósi Gábor
- Hódos Judit
- Horváth Lajos
- Johannesz Zsuzsa
- Kertész Zsuzsa
- Kis Csabáné (Vörös Gabriella)
- Kiss Jenő
- Korbuly Péter
- Kovács M. István
- Kozma Ágnes
- Körmendy László
- Kőhalmi Ferencné
- Madarász Zsolt
- Málnai Zsuzsa
- Mátyus Kati
- Mélykúti Ilona
- Mohai Gábor
- Morvai Imre
- Mravik Zsolt
- Murányi László
- Nagy Abonyi Erna
- Nagy Györgyi
- Nagyidai István
- Novotny Zoltán
- Őcsi Erzsébet
- Pál Máté
- Pármai Éva
- Péter Ferenc
- id. Pintér Sándor
- ifj. Pintér Sándor
- Regéczi Lilla
- Réz Dániel
- Sárosi Gábor
- Schaefer Andrea
- Schurecz Józsefné
- Seress János
- Sipos Magdi
- Solténszky Tibor
- Szakonyi Judit
- Szalóczy Pál
- Szántó Judit
- Szebeni Gál Vera
- Székely Erzsébet
- Széplaki Aliz
- Szilágyi Zoltán
- Szitányi Gabriella
- Szlotta Judit
- Takács Miklós
- Tarcsa Zsuzsa
- (Telegdy-) Polgár István
- Thoma István
- Tótfalusi András
- Török Annamária
- Troszt Erzsébet
- Turgonyi Pál
- Ulbrich András
- Ungváry Ildikó
- Vadász Ágnes
- Váradi Klári
- Varga János
- Varga József
- Várnai Klári
- Vovesz Tibor
- Zahorán Adrienne
- Zováth Adrienn
- Zsámboki Zsolt

(Forrás: Lévai Béla: A rádió és televízió krónikája, 1945-1978)

### Kabarészerkesztők
Forrás: Humorlexikon
| - Brachfeld Siegfried - Éger Zsuzsa - Fejér István - Farkasházy Tivadar - Gádor Béla | - Gyenes György - Kaposy Miklós - Kékvölgyi Vilmos - Király Dezső - Marton Frigyes | - Sinkó Péter - Szilágyi György - Tabi László - Vajko: Vajda Albert – Kovács Dénes |

### Rendezők, dramaturgok
- Asperján György
- Avanesian Alex
- Balázs János
- Barlay Gusztáv
- Bán Róbert
- Bárdos Pál
- Bednai Nándor
- Bodnár István
- Borenich Péter
- Bozó László
- Bónis Ferenc
- Csajági János
- Cserés Miklós dr.
- Cserés Tibor
- Dániel Ferenc
- Derera Éva
- Dékány Kálmán
- Déri Éva
- Dobai Vilmos
- Egressy István
- Éless Béla
- Fejes Cecília
- Fenákel Judit
- Galamb Sándor
- Gál István
- Gáll Ernő
- Id. Geszty Péter
- Gyárfás Miklós
- Hackl Jolán
- Hámor János
- Horváth Tibor
- Horváth Tivadar
- Huszár Klára
- Ispánki János
- Jósfay György
- Katona Imre József
- Kelemen László
- Kertész László
- Képes Géza
- Képessy József
- Koppányi György
- Kőváry Katalin
- Lányi Andor
- Levente Péter
- Lékay Ottó
- Lóránd Lajos
- László Endre
- Magos György
- Major Anna
- Maráz László
- Markovits Ferenc
- Marschall Éva
- Martin Kovács Miklós
- Marton Frigyes
- Dr. Márkus Éva
- Meczner János
- Mesterházi Márton
- Molnár Magda
- Molnár Mihály
- Mrsán János
- Németh Adél
- Nyerges András
- Pós Sándor
- Rácz György
- Sárospataki Zsuzsanna
- Sáry László
- Seregi Zoltán
- Siklós Olga
- Simonyi János
- Solténszky Tibor
- Solymosi János
- Solymosi Ottó
- Sumonyi Papp Zoltán
- Szablyár Ferenc
- Szabó Kálmán
- Szebényi Cecília
- Szécsi Ferenc
- Szirmai Ottó
- Sződy Szilárd
- Tasnádi Márton
- Turián György
- Török Tamás
- Vadász Gyula
- Vadász Ilona
- Vajda István
- Varga Géza
- Varsányi Anikó
- Vass László
- Vass Károly
- Vágó Péter
- Zala Zsuzsa
- Zoltán Péter
- Zsurzs Éva

### Sportriporterek
| - Barta Gábor - Bárdos András - Bera Emese - Boskovics Jenő - Bruckner Gábor - Deák Horváth Péter - Dobozy László - Egri János - Fekete Zsolt - Fülöp László - Gulyás Gyula - Gulyás László | - Hajdú B. István - Kis Gaál Anna - ifj. Knézy Jenő - Kovács Imre - Kő András - Lantos Gábor - Molnár Dániel - Novotny Zoltán - P. Fülöp Gábor - Pálfalvy Gábor - Peterdi Pál - Pluhár István | - Radnóti László - Roska Miklós - Siklós Erik - Sipos János - Szabó Márton - Szepesi György - Szűcs Ferenc - Takács Árpád - Török László - Vass István Zoltán - Várkonyi Balázs - Virányi Zsolt |

### Szerkesztő riporterek
- Albert Zsuzsa
- Antal Gábor
- Balogh István
- Bakonyi Péter
- Bálint Attila
- Bán Béla
- Bán Magda
- Bánkúti Gábor
- Benda László
- Benedek István Gábor
- Benedikty Béla
- Benkő Tibor
- Berecz Anna
- Bereczky Gyula
- Bernát György
- Berta Béla
- Bolgár György
- Bónis Ferenc
- Bölcs István
- Bujtás Amália
- Buzás Andor
- Csapó György
- Csák Elemér
- Csillag Sándor
- Dám László
- Dénes Gábor
- Dénes István
- Déri János
- Déry Anita[77]
- Dimény Judit
- Domány András
- Dombóvári Gábor
- Dorogi Zsigmond
- Emőd Pál
- Erdey-Grünwald Mihály
- Faludi Erzsi
- Faragó Judit
- Farkas Zoltán
- Fehérvári Győző
- Ferenczy Ágnes
- Feuer András
- Feyér Zoltán
- Fiala János
- Fikár László
- Filippinyi Éva
- Fittler Katalin
- Fodor Csilla
- Forró Tamás
- Földi Iván
- Földvári Géza
- Freymann Magda
- Furkó Zoltán
- Gartner Éva
- Gálik Mihály
- Gácsi Sándor
- Gáspár Sarolta
- Gelért Kiss Gábor
- Gimes Júlia
- Gyalog Rozi
- Gulyás Erika
- Gyárfás Tamás
- Győrffy Miklós
- Győri Béla
- J. Győri László
- Hackl Jolán
- Havas Henrik
- Havril Erzsébet
- Hável József
- Heltai András
- Holakovszky István
- Horkai József
- Horváth István
- Horváth Gyula
- Incze Zsuzsa
- Ipper Pál
- Juhász Judit
- Kapás Irén
- Kapusi Rózsa
- Katona Terézia
- Kelemen Kata
- Kerekes András
- Kerekes István
- Keresztes Ágnes
- Kerényi Mária
- Király Edit
- B. Király Györgyi
- Kiskalmár Éva
- Kispista István
- Kolozsi Béla
- Kondor Katalin
- Korányi Tamás
- Korbell Tibor
- Kovalik Károly
- Kovalik Márta
- Kósa Judit
- Kövesdi Zsuzsa
- Kőhalmi Ferenc
- Kőszegi Gábor
- Kubinyi Ferenc
- Kulcsár István
- Kulcsár Katalin
- Lakatos Pál
- László György
- Lengyel Miklós
- Lengyel Nagy Anna
- Linka Ágnes
- Lipovecz Iván
- Liptay Katalin
- Lévai András
- Maloschik Róbert
- Martos Eta
- Márványi Péter
- Medveczky László
- Merza Jenő
- Mester Ákos
- Mesterházy Márton
- Mezei András
- Mezei Károly
- Mihancsik Zsófia
- Mike Klára
- Molnár Aurél
- Müller Tibor
- Narancsik Ágota
- Nagy Lászlóné
- Nagy Piroska
- Nej György
- Nemes András
- Gy. Németh Péter
- Nonn Vera
- Nyakas Szilárd
- Nyárádi Péter
- Ocsovai Gábor
- Oláh Margit
- Ortutay Gyula
- Osgyáni Csaba
- Ómolnár Miklós
- Ónody György
- Papp Endre
- Papp Márió
- Patay László
- Patkó András
- Pálfi Balázs
- Pálréti Ágoston
- Pásztor Magdolna
- Pfeiffer Júlia
- Perjés Klára
- Petress István
- Pintér Dezső
- Puskás Károly
- Rangos Katalin
- Randé Jenő
- Rácz György Géza
- Rádai Eszter
- Ránki Júlia
- Rapcsányi László
- Rékai Gábor
- Rosta Marian
- Róbert László
- Rózsa Péter
- Sándor Anikó
- Sárközy Erika
- Sediánszky János
- Simonffy Géza
- Sipos Tamás
- Sóskúti Márta
- Spiró György
- Stefka István
- Sumonyi Papp Zoltán
- Szabó Éva
- Szabó József
- P. Szabó József
- Szegedi Erzsébet
- Szegő Tamás
- Szente László
- Szerényi Zoltán
- Szél Júlia
- Szénási Sándor
- Szigethy Anna
- Szigeti István
- Szilágyi Árpád
- Szilágyi János
- Szitnyai Jenő
- Tardos Júlia
- Tarnay Márta
- Tarnói Gizella
- Tiszay László
- Tóbiás Áron
- Tóth Gabriella
- Tóth Pál
- Trebitsch Péter
- Vajda Ferenc
- Vajda Zsuzsa
- Vajek Róbert
- Varga Ilona
- Varga Károly
- Varsányi Gyula
- Virághalmy Sarolta
- Vass M. Katalin
- Vass Ottó
- Vasvári Júlia
- Váradi Júlia
- Veress Tibor
- Vértes Éva
- Vértessy Sándor
- Vicsek Ferenc
- Zakar János
- Zelki János
- Zentai Péter
- Zétényi Lili

### Hírszerkesztők
- Bedő Iván
- Forró Evelyn
- Kanyó László
- Kerekes András
- Martin Kovács Miklós
- Mócz Menyhért
- Nika György
- Orbán Györgyi
- Sas István
- Szarka Rozália
- Szelestey Lajos
- Udvarhelyi Szabolcs
- Vrannai Katalin
- Zentai Péter

### Műsorvezetők
- Aczél Anna
- Ambrus Kyri
- Antal Imre
- Antal Magda
- Bakonyi Péter
- Balla Ferenc
- Baróti Éva
- Bába Iván
- Bánhorvát Attila
- Bányai Gábor
- Bátonyi György
- Báthory Gábor
- Belénessy Csaba
- Benedikty Béla
- Béres János
- Borenich Péter
- Czakó Balázs
- Csapó Károly
- Csűrös Csilla
- Czakó Balázs
- Czigány György
- Cziráki Péter
- Dám László
- Deme László
- Dezsényi Katalin
- Dénes Gábor
- Dibusz Éva
- Dimény Judit
- Dombóvári Gábor
- Egyed László
- Eke Károly
- Elek László
- Erdei Klári
- Fazekas Gergely
- Feyér Zoltán
- Filippinyi Éva
- Forrai Katalin
- Földes Imre
- Földi Ottó
- Földvári Géza
- Friss Gábor
- Gaál Anna
- Gaál Gabriella
- Galán Géza
- Gálvölgyi János
- Görgényi Zoltán
- Grétsy László
- Győrffy Miklós
- Halák László
- Harsányi Ildikó
- Havril Erzsébet
- Dr. Hársing Lajos
- Hűvösvölgyi Ildikó
- Horvát János
- Johannesz Zsuzsa
- Jónás István
- Juhász Előd
- Kapás Irén
- Kardos Ernő
- Kerekes András
- Kerényi Mária
- Kertész Zsuzsa
- Komjáthy György
- Kovács M. István
- Kovács P. József
- Kőszegi Gábor
- Kristóf Gábor
- Kroó György
- Kulcsár Katalin
- Levente Péter
- Linka Ágnes
- Liptay Katalin
- Lőrincze Lajos
- Lukácsi Béla
- Lukin László
- Magyar Kornél
- Martos Eta
- Meixner Mihály
- Menczer János
- G. Mezei Mária
- Mélykuti Ilona
- Molnár Dániel
- Nemes András
- Nej György
- Neuman Gábor
- Novotny Zoltán
- Gy. Németh Péter
- Némethy Attila
- Nyakas Szilárd
- Ómolnár Miklós
- Ördögh Csilla
- Padisák Mihály
- Papp Endre
- Pándy Lajos
- Pásztor Magdolna
- Pármai Éva
- Petrányi Judit
- Petress István
- Péchy Blanka
- Pintér Dezső
- Pogány György
- Poór Klára
- Radnóti László
- Rapcsányi László
- Rácz György Géza
- Ránki Júlia
- Regős Sándor
- Rékai Gábor
- Rózsa Péter
- Rózsa T. Endre
- Sárosi Bálint
- Sárkány Vera
- Schaefer Andrea
- Sebestyén János
- Sediánszky János
- Sillár Emőke
- Sipos Júlia
- Sipos Magdi
- Sípos Tamás
- Stefka István
- Sumonyi Papp Zoltán
- Szabó Éva
- Szabó Helga
- Szakáts Ildikó
- Szayly József
- Szegő Miklós
- Dr. Szegő Tamás
- Szentmihályi Szabó Péter
- Szőnyi Erzsébet
- Takács Mária
- Tardos Júlia
- Tarján Tamás
- B. Tóth László
- Ulbrich András
- Ungváry Ildikó
- Vadász Ágnes
- Varga Bálint András
- Varga F. István
- Varga János
- Varga Lajos Márton
- Varsányi Zsuzsa
- Vass István Zoltán
- Vágó István
- Vágó Péter
- Váradi Hédi
- Váradi Júlia
- Váradi Klári
- Várnai Péter
- Vértes Éva
- Vértessy Sándor
- Victor Máté
- Visy László
- Zeley László
- Zelényi Zoltán
- Zoltán Péter

### Zenei szerkesztők
- Adorján Ágnes
- Alföldy Boruss István
- Arató Szilvia
- Bankó Éva
- B. Tóth László
- Belohorszky Károly
- Benczés Magda
- Bitó Pál
- Bónis Ferenc
- Boros Anikó
- Boros Attila
- Bubnó Tamás
- Buza Sándor
- Csermely Zsuzsa
- Csiba Lajos
- Demjén Erzsébet
- Dévai János
- Divéky István
- Duba Szilvia
- Fehér Márta
- Freymann Magda
- Friss Gábor
- Gergely Katalin
- Göczey Zsuzsa
- Halkovics János
- Herczeg László
- Herskovits Iván
- Hollós Lajos
- Horkai Rózsa
- S. Horváth Péter
- Hosmann Erzsébet
- Jávor Zoltán
- Jeney Erzsébet
- Kertész Iván
- Kertész Pál
- Kiss Imre
- Kiss Gyöngyi
- Komjáthy György
- Kubina Barnabás
- Leszler József
- Lázár Eszter
- Lőrincz Andrea
- Lukácsházy Győző
- Magyar Kornél
- Máder László
- Ménes Aranka
- Molnár Éva
- Nagy Péter
- Osváth Zoltán
- Ördög László
- Palásti Pál
- Pálosi István
- Rádai Eszter
- Rónai István
- Ruff Béla
- Ruitner Sándor
- Salánki Hédi
- Schubert Ferenc
- Solymosi János
- Szeberényi Vera
- Szigeti István
- Szőke Cecilia
- Takács Annamária
- Tari Viktor
- Török Etel
- Török Mária
- Troszt Margit
- Osváth Zoltán
- Petykó Judit
- Varga Ferenc
- Varga Péter
- Varga Viktor
- Vass M. Katalin
- Várhelyi Márton
- Várkonyi Péter Endre
- Victor Máté
- Weisz Gábor

### Zenei rendezők
- Ruitner Sándor

### Zeneszerzők
- Kemény Egon